# Petersburg (Attendorn)

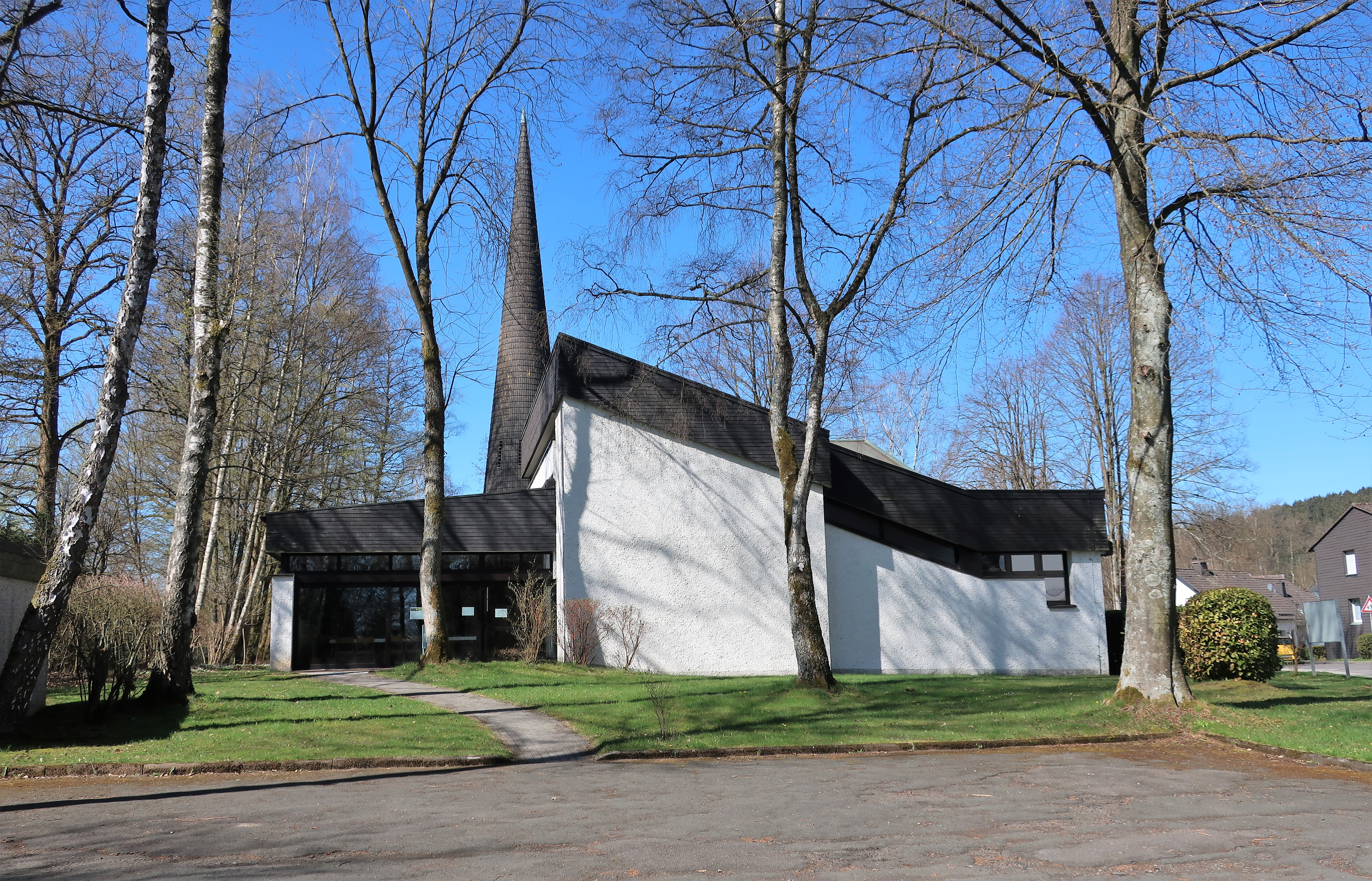
Friedenskirche Petersburg

Petersburg ist ein Ortsteil der Stadt Attendorn im nordrhein-westfälischen Kreis Olpe mit 492 Einwohnern (Stand 30. Juni 2024).

## Geografie
Petersburg liegt südwestlich des Kernortes Attendorn und westlich von Neu-Listernohl. Südlich führt die Ihnestraße (L 539) vorbei, fließt die Ihne und erstreckt sich die Biggetalsperre.

## Geschichte
Der Name Petersburg ist erst spät, wahrscheinlich am grünen Tisch, entstanden. Das erste Haus das dort kurz nach 1800 gebaut wurde, nannte man im Volksmund „Stichwiese“. Der Bereich Stiegwiese gehörte damals zum Schulten Hof in Merklinghausen.
Die Heidenstraße, ein jahrhundertealter Heer- und Handelsweg von Leipzig nach Köln, im Mittelalter auch Pilgerweg, führte dort durch einen tiefen Hohlweg über den steilen Anstieg nach Attendorn. An dieser Straße in Petersburg war der Huf- und Wagenschmied Emmerich Luke tätig und betrieb dort auch eine Fuhrmannsschänke, bis er im Jahre 1893 Hof Roscheid kaufte und fortzog. Seine Schankwirtschaft „Wacholderhäuschen“ übernahm Kaspar Fernholz.
Die Kinder aus Petersburg und 22 anderen Orten gingen seit 1839 zur Schule nach Listerscheid. Das Adressbuch von 1929 führt in Petersburg die Namen „Fernholz (Land- und Gastwirt), Lahme und Schulte“ auf. 1936 gab es im Ort sechs Wohnhäuser mit neun Haushaltungen.
Im Jahre 1947 tauschte Hubert Stumpf (1900–1983) sein Haus in Fernholte mit dem Fiskus, der eine neue Försterei in Fernholte brauchte, gegen ein Eichen-Areal am Krähenberg in Petersburg. Die Holzverarbeitung und der Weihnachtsbaumhandel wurde nun sein Hauptarbeitsgebiet. Durch Rodung entstanden ein neues Wohnhaus mit Stallgebäuden, ein Sägewerk, mehrere Wohnhäuser und das Hotel Krähenhof.
Das Adressbuch von 1956 führt in Petersburg die Namen „Brauner, Budde, Fernholz (4), Kinas, Lahme (6), Meuschel (2), Pielhau (2), Plassmann, Schulte (9) und Stumpf (2)“ auf.
Mit dem Ende des Zweiten Weltkriegs setzte eine rege Bautätigkeit in Petersburg ein, der Ort wurde immer größer und hat sich seitdem zu einer beliebten Wohngegend Attendorns entwickelt. Ende 1988 hatte der Ortsteil 483 Einwohner.
Ab 1819 gehörte Petersburg im Amt Attendorn zur Gemeinde Attendorn-Land, bis diese 1969 in die Stadt Attendorn eingegliedert wurde.

## Religion, Vereine
Die evangelische Friedenskirche an der Alten Handelsstraße wurde am Pfingstfest 1971 eingeweiht. Die katholische Kirchengemeinde St. Augustinus gibt es im nahe gelegenen Neu-Listernohl. Dort findet auch das Vereinsleben statt.